# 강기진
강기진(1972년 11월 16일~)은 대한민국의 카누 선수로, 1992년 하계 올림픽에 참가했다.